# Certhilauda semitorquata
Cotovia-do-transvaal ou cotovia-de-bico-comprido-oriental (Certhilauda semitorquata) é uma espécie de ave da família Alaudidae.
Pode ser encontrada nos seguintes países: Lesoto, África do Sul e Essuatíni.
Os seus habitats naturais são: campos de gramíneas subtropicais ou tropicais secos de baixa altitude.